# Parepilysta enganensis
Parepilysta enganensis är en skalbaggsart som beskrevs av Stefan von Breuning 1970. Parepilysta enganensis ingår i släktet Parepilysta och familjen långhorningar.
Artens utbredningsområde är Filippinerna. Inga underarter finns listade i Catalogue of Life.